# ليزا فايس
ليزا فايس (بالألمانية: Lisa Weiß)‏ (و. 1987  م) هي لاعبة كرة قدم ألمانية، ولدت في دوسلدورف، مركز لعبها هو حارسة مرمى.

## روابط خارجية
- ليزا فايس على موقع الاتحاد الأوربي (الإنجليزية)
- ليزا فايس على موقع قاعدة بيانات كرة القدم.إي يو (الإنجليزية)
- ليزا فايس على موقع Soccerway.com (الإنجليزية)
- ليزا فايس على موقع عالم كرة القدم.نت (الإنجليزية)
- ليزا فايس على موقع أوليمبيديا (الإنجليزية)
- ليزا فايس على موقع اللجنة الأولمبية الألمانية (الألمانية)